# 安里愛美
安里 愛美（あさと あいみ、1984年1月22日 - ）は、NHK水戸放送局のディレクター。石垣市立石垣第二中学校、沖縄県立八重山高等学校、都留文科大学文学部を卒業後、NHK日本語センターの基礎講座を受講時にNHK和歌山放送局の募集を知り、同局の契約キャスターとなる。その後ディレクターに転身。

## 過去の担当番組
- ぐるっと関西おひるまえ
- わかやまパワーステーション2（メインパーソナリティ）
- わかやまNEWSウェーブ（“紀の国みてある記”担当）
- パワステ
- わかやま845